# Jahodná
Jahodná (in ungherese Pozsonyeperjes) è un comune della Slovacchia facente parte del distretto di Dunajská Streda, nella regione di Trnava.